# Fort Sint-Anna (Absdale)
Het Fort Sint-Anna was een fort dat zich bevond op 1 km ten noordoosten van Absdale, ter plaatse van de huidige Plattendijk.
Het fort vormde een van de meest oostelijke verdedigingswerken van de Linie van Communicatie tussen Hulst en Sas van Gent, en werd door Alexander Farnese, hertog van Parma, aangelegd in 1585, om het omliggende land te beschermen tegen Staatse aanvallen vanuit het Land van Axel. In 1645 werd het fort Staats bezit.
Van dit fort is niets meer terug te vinden in het landschap.